# Джексон Шольц
Джексон Волні Шольц (англ. Jackson Volney Scholz; нар. 15 березня 1897 — пом. 26 жовтня 1986) — американський легкоатлет, який спеціалізувався в бігу на короткі дистанції.

## Досягнення
Олімпійський чемпіон-1920 з естафетного бігу 4×100 метрів. На Іграх в Антверпені був також четвертим на «стометрівці».
У 1924, на наступних Іграх в Парижі, здобув «золото» в бігу на 200 метрів та «срібло» — дистанції 100 метрів. Його протистояння з Гарольдом Абрагамсом на 100-метрівці паризької Олімпіади (британець здобув звання олімпійського чемпіона на цій дистанції) було зображено у фільмі «Вогняні колісниці» (1981). Шольца у фільмі грав Бред Девіс.
На своїх третіх Іграх (1928) був четвертим на 200-метрівці.
Екс-рекордсмен світу з бігу на 100 метрів та в естафетному бігу 4×100 метрів.

## Основні міжнародні виступи
| Рік  | Змагання         | Місто     | Місце | Дисципліна |
| ---- | ---------------- | --------- | ----- | ---------- |
| 1920 | Олімпійські ігри | Антверпен | 4     | 100 м      |
| 1920 | 1                | 4×100 м   |       |            |
| 1924 | Олімпійські ігри | Париж     | 2     | 100 м      |
| 1924 | 1                | 200 м     |       |            |
| 1928 | Олімпійські ігри | Амстердам | 4     | 200 м      |